# Mamillariella geniculata
Mamillariella geniculata är en bladmossart som beskrevs av Lazarenko 1934. Mamillariella geniculata ingår i släktet Mamillariella och familjen Leskeaceae. IUCN kategoriserar arten globalt som starkt hotad. Inga underarter finns listade i Catalogue of Life.